# Stanley G. Weinbaum
Stanley Grauman Weinbaum (Louisville, 4 de abril de 1902 — Milwaukee, 14 de dezembro de 1935) foi um escritor estadunidense de ficção científica. Sua carreira na ficção científica foi curta, mas influente. Seu primeiro conto, A Martian Odyssey, foi publicada em julho de 1934, dezoito meses antes de sua morte de câncer no pulmão.

## Vida e carreira
Stanley nasceu em Louisville, no Kentucky, em 1902. Era filho de Stella e Nathan A. Weinbaum, uma típica família judaica. Frequentou a Riverside High School em Milwaukee. Foi admitido na Universidade de Wisconsin–Madison em julho de 1920. Inicialmente, cursou Engenharia química, mas depois mudou para inglês. No entanto, ao contrário do que muitos acreditam, ele não se formou. Por causa de uma aposta, Weinbaum fez uma prova no lugar de um amigo e foi descoberto; deixou a universidade em 1923.

Weinbaum é mais conhecido em ficção científica por causa da sua obra inovadora, A Martian Odyssey, que apresentou um alienígena simpático, mas decididamente não-humano, Tweel. O que foi ainda mais notável foi o fato de ter sido sua primeira história de ficção científica - em 1933 ele tinha vendido um romance, The Lady Dances, para a King Features Syndicate que foi publicada nos jornais em uma série em 1934, na trama, o Príncipe de Gales aparece inesperadamente em um baile em uma comunidade obscura dos Estados Unidos, onde dança com três garotas locais, escolhendo cada uma por um motivo diferente. A vida de cada garota muda ,feliz ou tragicamente em consequência da atenção inesperada que recebeu. Isaac Asimov descreveu a obra como uma história de ficção científica de Campbell antes de John W. Campbell. Na verdade, Tweel pode ser a primeira criatura de ficção científica a cumprir a máxima de Campbell: descreva-me uma criatura que pensa como um homem, ou melhor do que um homem, mas não como um homem. Asimov passou a descrevê-lo como uma das únicas três histórias que mudaram a maneira como todos as subsequentes no gênero da ficção científica foram escritas. É a história mais antiga (e uma das mais votadas), selecionados pela Science Fiction and Fantasy Writers of America para a inclusão no Science Fiction Hall of Fame - Volume um: de 1929-1964.

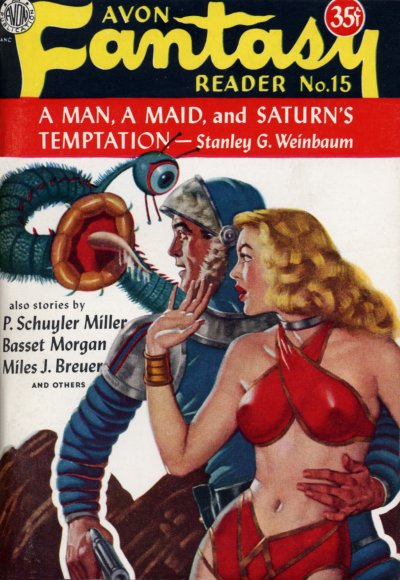
Capa da revista Avon Fantasy Reader #15 de 1951 com o conto de Weinbaum A Man, A Maid, and Saturn's Temptation

A maioria dos trabalhos publicados durante a vida de Weinbaum apareceu nas revistas Astounding ou Wonder Stories. No entanto, vários textos foram publicados primeiro no fanzine de ficção científica Fantasy Magazine (sucessora da Science Fiction Digest) na década de 1930, incluindo um “Esboço Autobiográfico” na edição de junho de 1935. Ao contrário do que se acredita, Weinbaum não participou do romance seriado coletivo Cosmos na Science Fiction Digest/Fantasy Magazine. No entanto, ele colaborou com a história coletiva The Challenge From Beyond, publicada em setembro de 1935 na Fantasy Magazine.
Em 1993, a viúva de Weinbaum, Margaret Hawtof Kay, doou seus papéis para a biblioteca da Temple University, na Filadélfia, Pensilvânia. Entre os documentos estavam vários manuscritos inéditos, entre eles Three Who Danced, além de outros contos não publicados. A maioria desses textos é composta por histórias românticas, mas há também algumas obras de não-ficção e de outros gêneros, nenhuma de ficção científica.
A versão cinematográfica do conto The Adaptive Ultimate foi lançado em 1957 sob o título She Devil, estrelado por Mari Blanchard, Jack Kelly e Albert Dekker. A história também foi filmada para televisão, pelo Westinghouse Studio One, como título de Kyra Zelas (o nome da personagem-título) e exibido em 12 de setembro de 1949. A dramatização de rádio do conto foi feito no antológico show Escape em 1950, mas por algum motivo Weinbaum não foi creditado como o autor.

## Prêmios e homenagens
Uma cratera em Marte foi nomeada em sua homenagem. Em 18 de julho de 2008, ganhou o Prêmio Redescoberta Cordwainer Smith.

## Recepção crítica
Lester del Rey afirmou que “Weinbaum, mais do que qualquer outro escritor, ajudou a tirar nosso campo do marasmo dos anos 1930 e a levá-lo aos primórdios da ficção científica moderna.” H. P. Lovecraft considerou a escrita de Weinbaum engenhosa, colocando-o muito acima dos outros autores de revistas pulp da época na criação de mundos verdadeiramente alienígenas, em contraste com as “histórias imbecis” de “princesas que botam ovos” de Edgar Rice Burroughs. Frederik Pohl escreveu que, antes de Weinbaum, os alienígenas da ficção científica podiam ser homens-gato, homens-lagarto, homens-formiga, homens-planta ou homens-pedra, mas eram, sempre e irremediavelmente, homens. Weinbaum mudou isso: a diferença estava na orientação, nos impulsos, objetivos e processos mentais que tornava o alienígena à la Weinbaum tão original e recompensador na ficção científica da metade dos anos 1930. Para Pohl, a “ideia revolucionária” de Weinbaum era dar uma espécie de realidade tridimensional aos personagens, em contraste com o “catálogo animado de gadgets” de Hugo Gernsback. Isaac Asimov escreveu: “Weinbaum... se tivesse vivido, certamente estaria em primeiro lugar na lista de escritores de ficção científica favoritos de todos os tempos.”

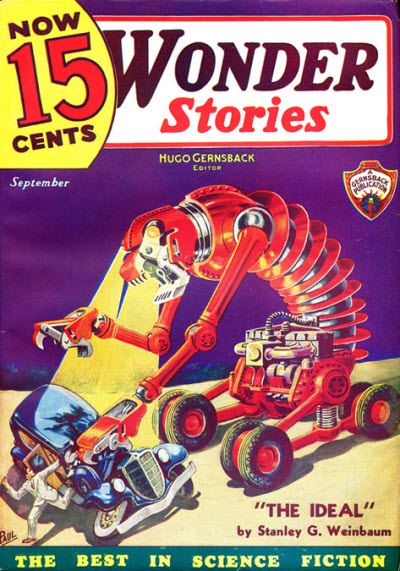
The Ideal, publicada na Wonder Stories de setembro de 1935, foi a primeira história de Weinbaum a ser destacada na capa de uma revista de ficção científica. A história da série Van Manderpootz foi ilustrada por Frank R. Paul.

Por outro lado, Everett F. Bleiler escreveu que, embora Weinbaum “fosse geralmente considerado o autor de ficção científica mais promissor de sua época,” sua reputação é superestimada. Embora seu estilo fosse mais vívido que o de seus contemporâneos e ele fosse imaginativo nos detalhes, “sua obra era ficção pulp comum, com tramas rotineiras, apresentação apressada, personagens rasos e muitos clichês.” Alexei e Cory Panshin concluíram que “o tempo engoliu o que antes eram as virtudes particulares de Weinbaum. O que resta parece antiquado e excêntrico.”
Série planetária
Os nove contos interplanetários de Weinbaum são ambientados em um sistema solar consistente, cientificamente plausível segundo os padrões da época. Os marcianos com aparência de aves e origem botânica de A Martian Odyssey e Valley of Dreams são mencionados em Redemption Cairn e The Red Peri; os trioptes venusianos quadrúpedes de Parasite Planet e The Lotus Eaters são citados em The Mad Moon; os pestíferos pseudo-mamíferos de The Mad Moon aparecem como antagonistas menores em Valley of Dreams; e os comedores de rochas conhecidos como Pyramid-Makers são mencionados em Tidal Moon. No universo de Weinbaum, de acordo com a então aceita hipótese de quase-colisão, os gigantes gasosos irradiam calor suficiente para aquecer seus satélites a temperaturas semelhantes às da Terra, permitindo ambientes habitáveis em luas como Io, Europa, Titã e até Urano. Marte também é suficientemente semelhante à Terra para permitir que humanos andem em sua superfície sem proteção, após treinamento em câmaras de ar rarefeito.

## Histórias de Van Manderpootz
Três contos de Weinbaum envolvem Dixon Wells, um playboy sempre atrasado que se envolve nas invenções de seu amigo e ex-professor de “física moderna”, o Professor Haskel van Manderpootz, um gênio extremamente convencido que considera Albert Einstein seu igual ou inferior. Em The Worlds of If, Wells testa uma invenção que mostra o que poderia ter sido; em The Ideal, o professor cria um dispositivo que mostra a imagem do ideal de uma pessoa (no caso de Wells, sua mulher perfeita); o aparato de The Point of View permite ver o mundo da perspectiva de outra pessoa. Em todas as três histórias, Wells encontra e depois perde a mulher dos seus sonhos.

## Morte
Stanley morreu em 14 de dezembro de 1935, em Milwaukee, aos 33 anos, devido a um câncer de pulmão.

### Romances
- The Lady Dances (King-Features Syndicate, 1933) – Foi publicado (com o pseudônimo de Marge Stanley) como uma série em um jornal no início de 1934 e está disponível apenas como uma publicação sob demanda
- The New Adam (Ziff Davis, 1939), publicado no Brasil como O Novo Adão pela editora Galeria Panorama, em 1970.
- The Black Flame (Fantasy Press, 1948)
- The Black Flame (Edição completa e restaurada) (Tachyon Publishing, 1997; ISBN 0-9648320-0-3)
- The Dark Other ou The Mad Brain (Fantasy Publishing Company, 1950)

### Contos
- A Martian Odyssey (julho de 1934), publicado no Brasil como Uma odisseia marciana na coletânea Ficção de Polpa, vol.2, pela Não Editora, em 2008[11].
- Valley of Dreams (novembro de 1934)
- Flight on Titan (janeiro de 1935)
- Parasite Planet (fevereiro de 1935)
- The Lotus Eaters (abril de 1935)
- Pygmalion's Spectacles (junho de 1935)
- The Worlds of If (agosto de 1935)
- The Challenge From Beyond (setembro de 1935)  Fantasy Magazine (Weinbaum escreveu a abertura com mais de 800 palavras desta história feita por vários autores)
- The Ideal (setembro de 1935)
- The Planet of Doubt (outubro de 1935)
- The Adaptive Ultimate (novembro de 1935) (com o pseudônimo de John Jessel)
- The Red Peri (novembro de 1935)
- The Mad Moon (dezembro de 1935)

### Coleção de histórias e poesias
- Dawn of Flame: The Stanley G. Weinbaum Memorial Volume (Conrad H. Ruppert, 1936)
- A Martian Odyssey and Others (Fantasy Press, 1949)
- The Red Peri (Fantasy Press, 1952)
- A Martian Odyssey and Other Classics of Science Fiction (Lancer Books, 1962)
- The Best of Stanley G. Weinbaum (Ballantine Books, 1974)
- A Martian Odyssey and Other Science Fiction Tales (Hyperion Press, 1974)
- Lunaria and Other Poems (The Strange Publishing Company, 1988)
- The Black Heart (Leonaur Publishing, 2006)
- Interplanetary Odysseys (Leonaur Publishing, 2006)
- Other Earths (Leonaur Publishing, 2006)
- Strange Genius (Leonaur Publishing, 2006)